# RAC Rallye 1995
RAC Rallye 1995 byla poslední soutěží Mistrovství světa v rallye 1995. Zvítězil zde Colin McRae na voze Subaru Impreza 555, který tak získal i titul mistra světa. Vozy Subaru obsadily první tři místa a tak Subaru World Rally Team zvítězil i mezi týmy. 
Tým Subaru během soutěže dominoval a obsadil kompletní stupně vítězů před trojicí jezdců z týmu Ford M-Sport. 
Přestože soutěž nebyla vypsána pro kategorii W2L mistrovství světa, zúčastnil se jí i tým Škoda Motorsport, který chtěl získat vítězství ve své kategorii. S vozy Škoda Felicia Kit Car startovali Pavel Sibera a Stig Blomqvist. Blomqvist měl ve čtvrté zkoušce poruchu a vysadil mu jeden válec. I přes snahy závadu odstranit pokračoval s poruchou také v druhé etapě. Sibera jel bez problémů a držel se na absolutní 18. pozici. V 18. zkoušce bojoval o postup na sedmnácté místo, ale odešlo ložisko v rychlostní skříni a musel ze soutěže odstoupit. Ve třetí etapě byl již motor Blomqvistova vozu opraven a podařilo se mu vybojovat vítězství ve své třídě. Navíc skončil na 21. pozici absolutního pořadí.

## Výsledky
1. Colin McRae, Derek Ringer - Subaru Impreza 555
2. Carlos Sainz, Luis Moya - Subaru Impreza 555
3. Richard Burns, Robert Reid - Subaru Impreza 555
4. Alister McRae, Chris Wood - Ford Escort RS Cosworth
5. Bruno Thiry, Stéphane Prévot - Ford Escort RS Cosworth
6. Gwyndaf Evans, Howard Davies - Ford Escort RS 2000
7. Rui Madeira, Nuno da Silva - Mitsubishi Lancer EVO II
8. Jarmo Kytölehto, Arto Kapanen - Nissan Sunny GTI
9. Masao Kamioka, Kevin Gormley - Subaru Impreza WRX
10. Alain Oreille, Jacques Boyere - Renault Clio Williams